# Strike!
Strike! (även släppt under namnen The Hairy Bird och All I Wanna Do) är en film från 1998 av Sarah Kernochan. Gaby Hoffmann, Kirsten Dunst, och Rachael Leigh Cook är studenter på den fiktiva Miss Godard's Preparatory School for Girls.